# Lista över olympiska medaljörer i curling

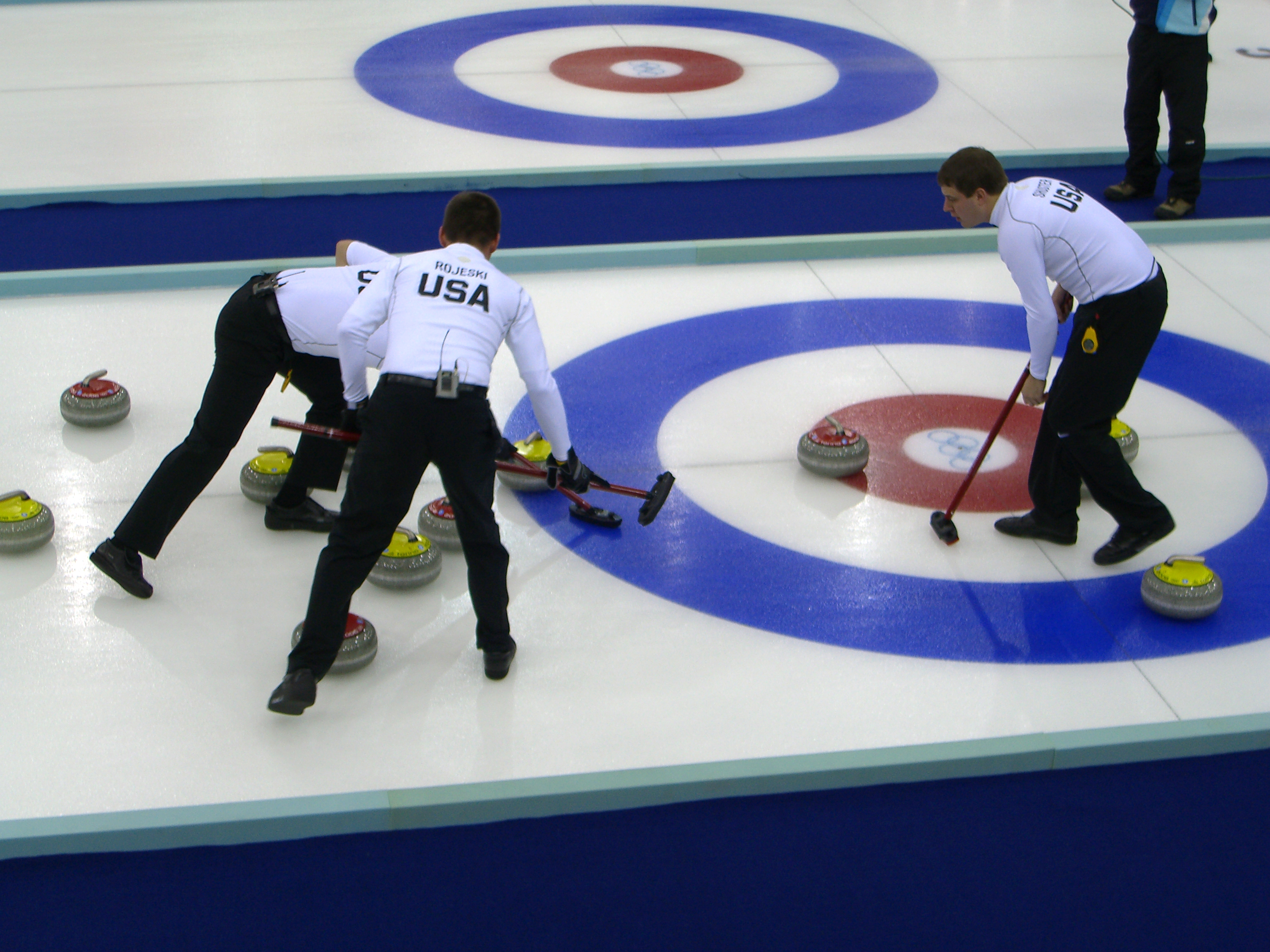
Det USA-amerikanska laget vid de olympiska vinterspelen 2006 i Turin.

Lista över olympiska medaljörer i curling listar alla vinnare såväl som alla andra- och tredjeplacerade lag i curlingtävlingarna i de olympiska vinterspelen, fördelade på damer, herrar och mixlag. Slutligen har de olika lagen sammanställts.

## Tävlingar

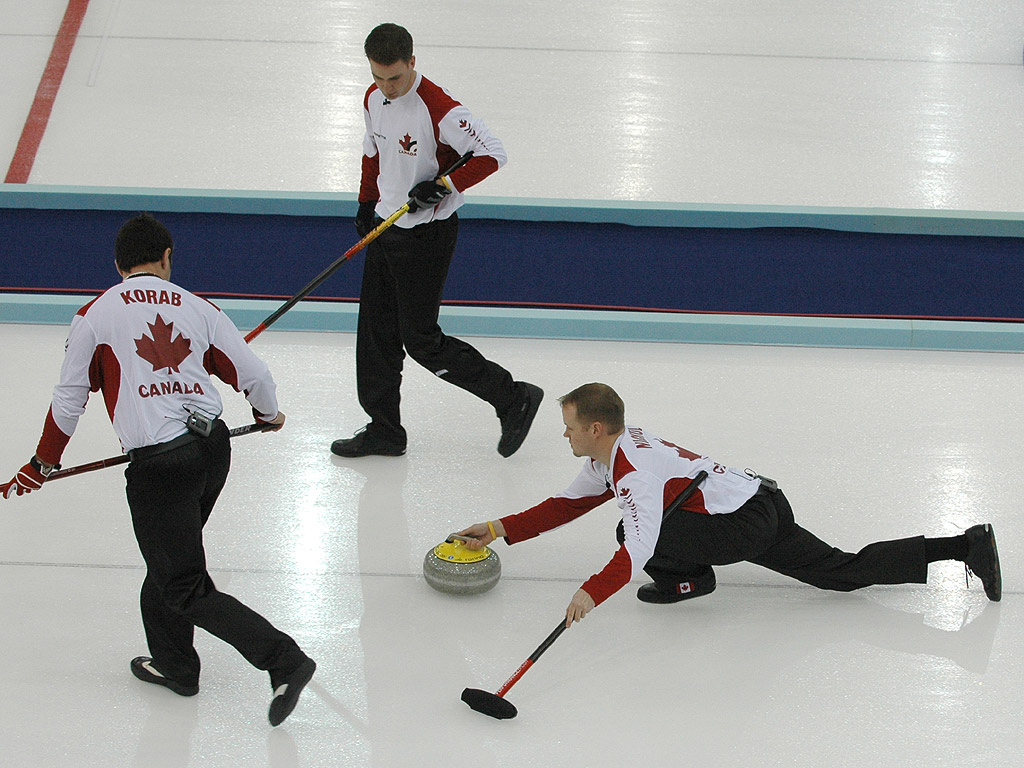
Kanadensiska curlingspelare i Turin 2006.

Redan vid de första olympiska vinterspelen 1924 var curling en del av det officiella tävlingsprogrammet. Sedan försvann idrotten i många år från det olympiska programmet. Först vid de olympiska vinterspelen 1998 i Nagano inkluderades curling på det olympiska programmet igen. Till skillnad från den första tävlingen, där det endast fanns en tävling för herrar, finns det sedan 1998 även en tävling för kvinnor. 2018 infördes även en mixeddubbel-turnering på programmet.
Under perioden mellan 1924 och 1998 hölls sammanlagt tre uppvisningstävlingar. I de olympiska vinterspelen 1932 kom det för första gången sedan premiären 1924 curlingspelare tillbaka till OS, dock endast nordamerikanska lag. Först vid de olympiska vinterspelen 1988 hölls det uppvisningstävlingar igen, men denna gång både för herrar och damer. Innan curling officiellt kom tillbaka till det olympiska programmet, hölls det en uppvisningstävling igen vid de Olympiska vinterspelen 1992.

### Damer
I denna tabell listas alla dammedaljörer i de olympiska curlingtävlingarna. Uppvisningstävlingarna är kursiverade.
| Spel                            | Guld                                                                                   | Silver                                                                                            | Brons                                                                                          |
| 1988                            | Kanada Linda Moore Lindsay Sparkes Debbie Jones Penny Ryan Patti Vande                 | Sverige Elisabeth Högström Monika Jansson Birgitta Sewik Marie Henriksson Anette Norberg          | Norge Trine Trulsen Dordi Nordby Hanne Pettersen Mette Halvorsen Marianne Aspelin              |
| 1992                            | Tyskland Andrea Schöpp Stephanie Mayer Monika Wagner Sabine Huth Christiane Scheibel   | Norge Dordi Nordby Hanne Pettersen Mette Halvorsen Anne Jøtun Marianne Aspelin                    | Kanada Julie Sutton Jodie Sutton Melissa Soligo Karri Wilms Elaine Dagg-Jackson                |
| Nagano 1998 Detaljer...         | Kanada Sandra Schmirler Jan Betker Joan McCusker Marcia Gudereit Atina Ford            | Danmark Helena Blach Lavrsen Margit Pörtner Dorthe Holm Trine Qvist Jane Bidstrup                 | Sverige Elisabet Gustafson Katarina Nyberg Louise Marmont Elisabeth Persson Margaretha Lindahl |
| Salt Lake City 2002 Detaljer... | Storbritannien Rhona Martin Deborah Knox Fiona MacDonald Janice Rankin Margaret Morton | Schweiz Luzia Ebnöther Mirjam Ott Tanya Frei Laurence Bidaud Nadia Röthlisberger                  | Kanada Kelley Law Julie Skinner Georgina Wheatcroft Diane Nelson Cheryl Noble                  |
| Turin 2006 Detaljer...          | Sverige Anette Norberg Eva Lund Cathrine Lindahl Anna Svärd Ulrika Bergman             | Schweiz Mirjam Ott Binia Beeli Valeria Spälty Michèle Moser Manuela Kormann                       | Kanada Shannon Kleibrink Amy Nixon Glenys Bakker Christine Keshen Sandra Jenkins               |
| Vancouver 2010 Detaljer...      | Sverige Anette Norberg Eva Lund Cathrine Lindahl Anna Le Moine Kajsa Bergström         | Kanada Cheryl Bernard Susan O'Connor Carolyn Darbyshire Cori Bartel Kristie Moore                 | Kina Wang Bingyu Liu Yin Yue Qingshuang Zhou Yan Liu Jinli                                     |
| Sotji 2014 Detaljer...          | Kanada Jennifer Jones Kaitlyn Lawes Jill Officer Dawn McEwen Kirsten Wall              | Sverige Margaretha Sigfridsson Maria Prytz Christina Bertrup Maria Wennerström Agnes Knochenhauer | Storbritannien Eve Muirhead Anna Sloan Vicki Adams Claire Hamilton Lauren Gray                 |
| Pyeongchang 2018 Detaljer...    | Sverige Anna Hasselborg Sara McManus Agnes Knochenhauer Sofia Mabergs Jennie Wåhlin    | Sydkorea Kim Eun-jung Kim Kyeong-ae Kim Seon-yeong Kim Yeong-mi Kim Cho-hi                        | Japan Satsuki Fujisawa Chinami Yoshida Yumi Suzuki Yurika Yoshida Mari Motohashi               |
| Peking 2022 Detaljer...         | Storbritannien Eve Muirhead Vicky Wright Jennifer Dodds Hailey Duff Mili Smith         | Japan Satsuki Fujisawa Chinami Yoshida Yumi Suzuki Yurika Yoshida Kotomi Ishizaki                 | Sverige Anna Hasselborg Sara McManus Agnes Knochenhauer Sofia Mabergs Johanna Heldin           |

### Herrar
I denna tabell listas alla herrmedaljörer i de olympiska curlingtävlingarna. Uppvisningstävlingarna är kursiverade.
| Spel                            | Guld                                                                                  | Silver | Brons                                                                                      |
| Chamonix 1924 Detaljer...       | Storbritannien William Jackson Robin Welsh Thomas Murray Laurence Jackson             | Sverige Johan Petter Åhlén Carl August Kronlund Ture Ödlund Carl Wilhelm Petersén Carl-Axel Pettersson Erik Severin Karl-Erik Wahlberg Victor Wetterström | Frankrike Fernand Cournollet Georges André Armand Bénédic Pierre Canivet                   |
| 1932                            | Kanada Eric F. Willis Robert B. Pow James L. Bowman William H. Burns                  | Kanada Russel Hall Archibald Lockhart Frank P. McDonald Harvey J. Sims                                                                                    |                                                                                            |
| 1932                            | Kanada Eric F. Willis Robert B. Pow James L. Bowman William H. Burns                  | Kanada Albert Maclaren John Leonard Howard T. Steward William Brown                                                                                       |                                                                                            |
| 1988                            | Norge Eigil Ramsfjell Sjur Loen Morten Søgaard Bo Bakke Gunnar Meland                 | Schweiz Hansjörg Lips Rico Simen Stefan Luder Peter Lips                                                                                                  | Kanada Ed Lukowich John Ferguson Neil Houston Brent Syme Wayne Hart                        |
| 1992                            | Schweiz Urs Dick Jürg Dick Robert Hürlimann Thomas Kläy Peter Däppen                  | Norge Tormod Andreassen Stig-Arne Gunnestad Flemming Davanger Kjell Berg Pål Trulsen                                                                      | USA Bud Somerville Tim Somerville Mike Strum Bill Strum Bob Nichols                        |
| Nagano 1998 Detaljer...         | Schweiz Patrick Hürlimann Patrik Lörtscher Daniel Müller Diego Perren Dominic Andres  | Kanada Mike Harris Richard Hart Collin Mitchell George Karrys Paul Savage                                                                                 | Norge Eigil Ramsfjell Jan Thoresen Stig-Arne Gunnestad Tore Torvbråten Anthon Grimsmo      |
| Salt Lake City 2002 Detaljer... | Norge Pål Trulsen Lars Vågberg Flemming Davanger Bent Ånund Ramsfjell Torger Nergård  | Kanada Kevin Martin Don Walchuk Carter Rycroft Don Bartlett Ken Tralnberg                                                                                 | Schweiz Andreas Schwaller Christof Schwaller Markus Eggler Damian Grichting Marco Ramstein |
| Turin 2006 Detaljer...          | Kanada Brad Gushue Mark Nichols Russ Howard Jamie Korab Mike Adam                     | Finland Markku Uusipaavalniemi Wille Mäkelä Kalle Kiiskinen Teemu Salo Jani Sullanmaa                                                                     | USA Pete Fenson Shawn Rojeski Joseph Polo John Shuster Scott Baird                         |
| Vancouver 2010 Detaljer...      | Kanada Kevin Martin John Morris Marc Kennedy Ben Hebert Adam Enright                  | Norge Thomas Ulsrud Torger Nergård Christoffer Svae Håvard Vad Petersson Thomas Løvold                                                                    | Schweiz Ralph Stöckli Jan Hauser Markus Eggler Simon Strübin Toni Müller                   |
| Sotji 2014 Detaljer...          | Kanada Brad Jacobs Ryan Fry E. J. Harnden Ryan Harnden Caleb Flaxey                   | Storbritannien David Murdoch Greg Drummond Scott Andrews Michael Goodfellow Tom Brewster                                                                  | Sverige Niklas Edin Sebastian Kraupp Fredrik Lindberg Viktor Kjäll Oskar Eriksson          |
| Pyeongchang 2018 Detaljer...    | USA John Shuster Tyler George Matt Hamilton John Landsteiner Joe Polo                 | Sverige Niklas Edin Oskar Eriksson Rasmus Wranå Christoffer Sundgren Henrik Leek                                                                          | Schweiz Peter de Cruz Benoît Schwarz Claudio Pätz Valentin Tanner Dominik Märki            |
| Peking 2022 Detaljer...         | Sverige Niklas Edin Oskar Eriksson Rasmus Wranå Christoffer Sundgren Daniel Magnusson | Storbritannien Bruce Mouat Grant Hardie Bobby Lammie Hammy McMillan Jr. Ross Whyte                                                                        | Kanada Brad Gushue Mark Nichols Brett Gallant Geoff Walker Marc Kennedy                    |

### Mixeddubbel
| Spel                         | Guld                                      | Silver                                    | Brons                                     |
| Pyeongchang 2018 Detaljer... | Kanada Kaitlyn Lawes John Morris          | Schweiz Jenny Perret Martin Rios          | Norge Kristin Skaslien Magnus Nedregotten |
| Peking 2022 Detaljer...      | Italien Stefania Constantini Amos Mosaner | Norge Kristin Skaslien Magnus Nedregotten | Sverige Almida de Val Oskar Eriksson      |

## Rankning
Rankningarna tar inte hänsyn till uppvisningstävlingarna.

### Totalt
| Nr                   | Nation               | Guld | Silver | Brons | Totalt |
| -------------------- | -------------------- | ---- | ------ | ----- | ------ |
| 1                    | Kanada               | 6    | 3      | 3     | 12     |
| 2                    | Sverige              | 4    | 3      | 4     | 11     |
| 3                    | Storbritannien       | 3    | 2      | 1     | 6      |
| 4                    | Schweiz              | 1    | 3      | 3     | 7      |
| 5                    | Norge                | 1    | 2      | 2     | 5      |
| 6                    | USA                  | 1    | 0      | 1     | 2      |
| 7                    | Italien              | 1    | 0      | 0     | 1      |
| 8                    | Japan                | 0    | 1      | 1     | 2      |
| 9                    | Sydkorea             | 0    | 1      | 0     | 1      |
| 9                    | Danmark              | 0    | 1      | 0     | 1      |
| 9                    | Finland              | 0    | 1      | 0     | 1      |
| 12                   | Kina                 | 0    | 0      | 1     | 1      |
| 12                   | Frankrike            | 0    | 0      | 1     | 1      |
| Totalt (13 nationer) | Totalt (13 nationer) | 17   | 17     | 17    | 51     |

### Damer
| Placering | Land           | Guld | Silver | Brons | Totalt |
| --------- | -------------- | ---- | ------ | ----- | ------ |
| 1         | Sverige        | 3    | 1      | 2     | 6      |
| 2         | Kanada         | 2    | 1      | 2     | 5      |
| 3         | Storbritannien | 2    | 0      | 1     | 3      |
| 4         | Schweiz        | 0    | 2      | 0     | 2      |
| 5         | Japan          | 0    | 1      | 1     | 2      |
| 6         | Danmark        | 0    | 1      | 0     | 1      |
| 6         | Sydkorea       | 0    | 1      | 0     | 1      |
| 8         | Kina           | 0    | 0      | 1     | 1      |
| Totalt    | Totalt         | 7    | 7      | 7     | 21     |

### Herrar
| Placering | Land           | Guld | Silver | Brons | Totalt |
| --------- | -------------- | ---- | ------ | ----- | ------ |
| 1         | Kanada         | 3    | 2      | 1     | 6      |
| 2         | Sverige        | 1    | 2      | 1     | 4      |
| 3         | Storbritannien | 1    | 2      | 0     | 3      |
| 3         | Norge          | 1    | 1      | 1     | 3      |
| 5         | Schweiz        | 1    | 0      | 3     | 4      |
| 6         | USA            | 1    | 0      | 1     | 2      |
| 7         | Finland        | 0    | 1      | 0     | 1      |
| 8         | Frankrike      | 0    | 0      | 1     | 1      |
| Totalt    | Totalt         | 8    | 8      | 8     | 24     |

### Mixed
| Placering | Land    | Guld | Silver | Brons | Totalt |
| --------- | ------- | ---- | ------ | ----- | ------ |
| 1         | Kanada  | 1    | 0      | 0     | 1      |
| 1         | Italien | 1    | 0      | 0     | 1      |
| 3         | Norge   | 0    | 1      | 1     | 2      |
| 4         | Schweiz | 0    | 1      | 0     | 1      |
| 4         | Sverige | 0    | 0      | 1     | 1      |
| Totalt    | Totalt  | 2    | 2      | 2     | 6      |